# Voice of Free China
Voice of Free China (Głos Wolnych Chin) – międzynarodowa stacja radiowa działająca w Republice Chińskiej w latach 1949–1998.
W okresie zimnej wojny stacja ta stała się miejscem, gdzie nacjonaliści dyskredytowali władze Chińskiej Republiki Ludowej. Właścicielem radia była prywatna firma Broadcasting Corporation of China, która według kontraktu z chińskim rządem miała zająć się emitowaniem ogólnopaństwowej stacji radiowej.
W 1998 roku radio zmieniło nazwę na Międzynarodowe Radio Tajpej (Radio Taipei International), używając też czasem nazwy Głos Azji (Voice of Asia). W 2003 roku po raz kolejny zmieniło nazwę na Radio Taiwan International (Tajwańskie Radio Międzynarodowe) i walczy o niezależność Tajwanu.